# Darja Švajger
Darja Švajger (Maribor, 16 de junho de 1965) é uma das cantoras mais populares eslovenas. Internacionalmente, ficou conhecida por ter representado a Eslovénia no Festival Eurovisão da Canção por duas vezes.

## Primeiros tempos
A música entrou na vida de Švajger, quando ainda era uma criança. Depois de terminar a escola secundária, ela entrou para o Colégio de Música e esteve em Graz, Áustria , onde estudou música clássica e cantou jazz. Em 1997, ela foi graduada com Magna cum Laude. Ainda quando estudava, ela cantava a solo com várias bandas e orquestras sinfónicas.
Desde 1992, que está envolvida em vários projetos do "Teatro Nacional Esloveno" em Maribor. Em 1993, o júri intrnacional do "Festival Koper" de música pop, conhecido como as "Melodias do Mar e do Sol" atribuiu-lhe o primeiro prémio na secção de de categoria internacional. A seguir lançou o seu primeiro álbum In the Arms of the Night.

## Festival Eurovisão da Canção 1995
1995 foi um ano de grande importância para ela. Ela representou a Eslovénia no Festival Eurovisão da Canção 1995 em Dublin. Ela interpretou o tema "Prisluhni mi" ("Ouve-me") de Primoc Peterca e Saso Fajon. A sua balada alcançou o sétimo lugar ( o melhor resultado de sempre para a Eslovénia no Festival Eurovisão da Canção.  Darja foi premiada como cantor pop do ano na eslovénia, entre 1995 e 1996.  Permaneceu muito ativa e em 1998 lançou o seu segundo álbum de originais intitulado "Moments".

## Festival Eurovisão da Canção 1999
Em 1999, ela foi escolhida novamente para representar a Eslovénia no Festival Eurovisão da Canção 1999 que se realizou em Jerusalém. Peterca e Fajon escreveram novamente uma balada para ela (desta feita em inglês. intitulada "For A Thousand Years". A canção chegou a estar nos primeiros lugares, durante a votação, mas quedou-se no 11.º lugar (entre 23 participantes), recebendo um total de 50 pontos.